# Apsley House
Apsley House fue la residencia londinense de Arthur Wellesley, primer duque de Wellington, célebre militar y político británico. Se halla cerca de Hyde Park, en el paraje conocido como Hyde Park Corner; es conocida en la ciudad como Number one («la número 1»).
Tras la muerte de Wellington en 1852, su hijo y heredero, el II duque, abrió al público en 1853 un Museum Room mostrando los regalos y trofeos de su padre. En 1947 la mansión y su contenido fueron cedidos por sus descendientes al Estado y se engloba en el English Heritage, si bien una parte del edificio es empleada aún como residencia de los Wellington.
Apsley House es más conocida como el Wellington Museum, al albergar notables colecciones de arte abiertas al público.

## Historia
La mansión fue inicialmente propiedad del Lord Chancellor lord Apsley, al que debe su nombre. De estilo clasicista, había sido erigida entre 1771 y 1778 con planos de Robert Adam. En 1807 fue adquirida por un hermano del futuro duque de Wellington, a cuyas manos pasó diez años después por problemas económicos de aquel.
Originalmente las fachadas eran de ladrillo rojo sin enlucir, lo que sería modificado radicalmente a principios del XIX: el arquitecto Benjamin Dean Wyatt recubrió el ladrillo con piedra de tono dorado traída de las canteras de Bath. También se debe a Wyatt una ampliación del edificio, acometida en dos fases, que sumó novedades como una escalera principal más imponente y nuevas salas, entre las que destaca la Waterloo Gallery, un gran salón alargado que acoge todos los años, el 18 de junio, el acto social más importante de los Wellington: el Waterloo Banquet que festeja la célebre batalla que supuso la derrota definitiva de Napoleón. Las reformas del arquitecto Wyatt se habían presupuestado en unas 30 000 libras, pero surgieron deficiencias constructivas que hubo que corregir y el coste final duplicó dicha suma. 
El edificio mantiene en buena medida su decoración de la época, al contrario que el palacio de Buckingham, que ha sido ampliado y muy reformado en fecha posterior. Esta peculiaridad, y la desaparición de todas las residencias vecinas por necesidades urbanísticas, explican por qué Apsley House es considerado un ejemplo único de mansión urbana en Londres. En 1947 fue donado junto con sus colecciones al English Heritage por el entonces duque de Wellington, a condición de que la familia pudiese seguir habitando en una parte de sus estancias; condición que ha de mantenerse mientras el título ducal no se extinga.

## Colecciones de arte

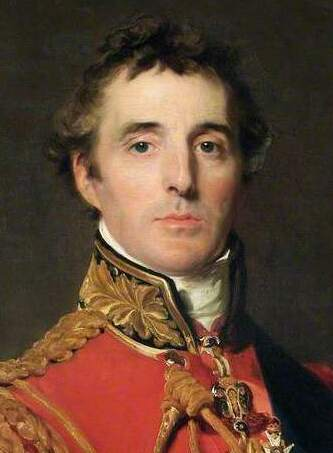
El duque de Wellington, en un retrato pintado por Thomas Lawrence.

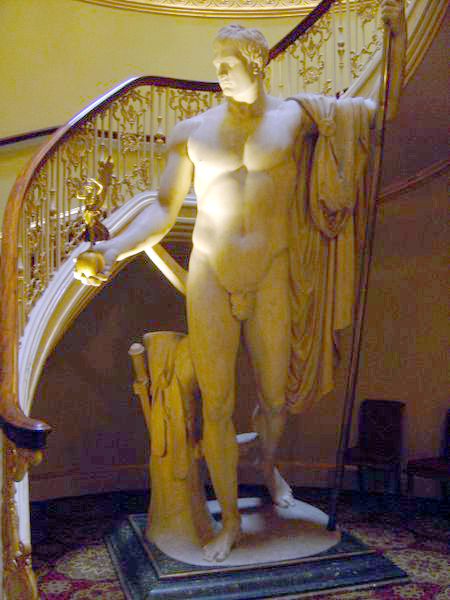
La singular estatua de Napoleón desnudo, esculpida por Canova.

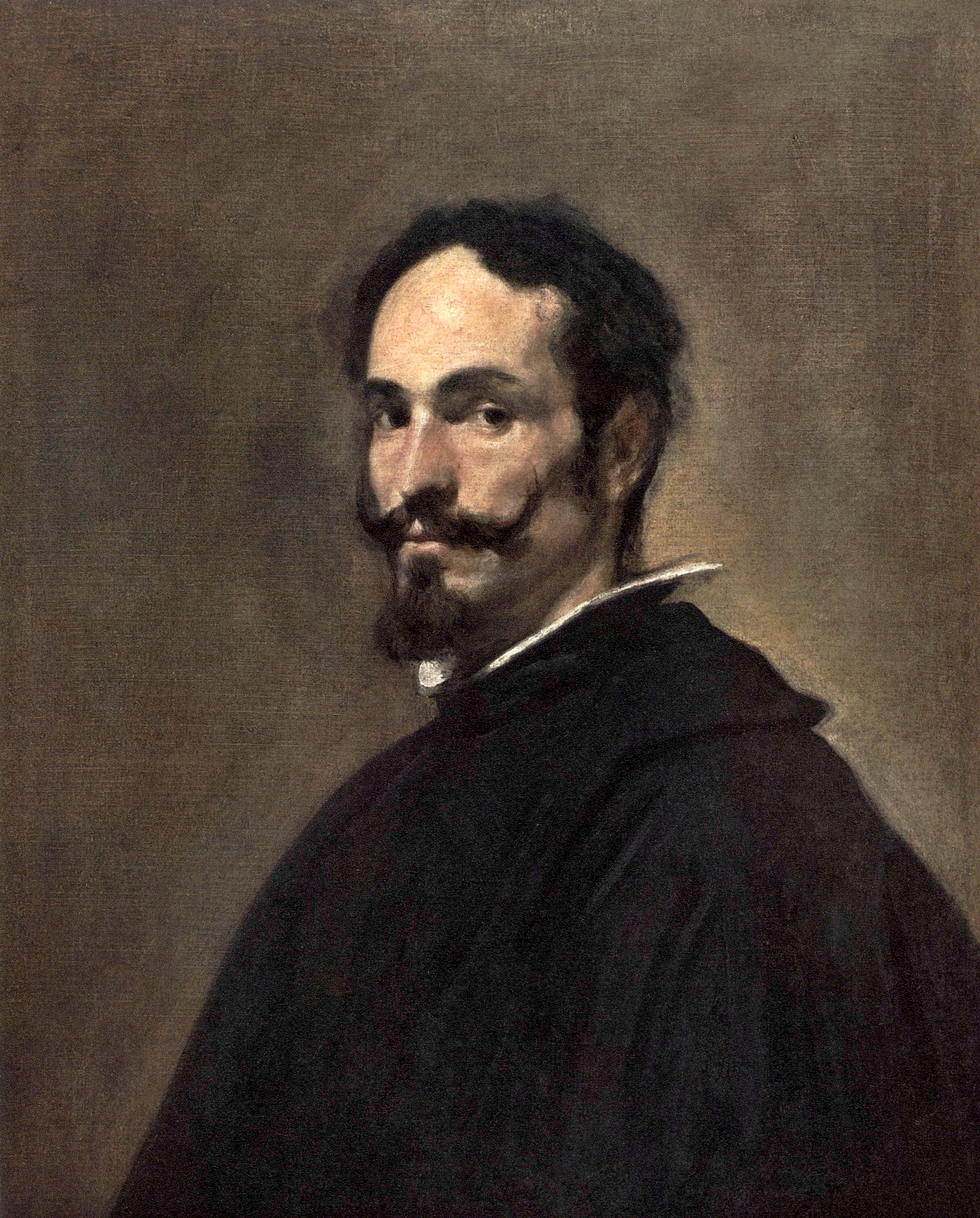
Retrato de personaje anónimo, por Velázquez. Algunos lo identifican como José Nieto, el aposentador que aparece en Las meninas, en la puerta del fondo.

Apsley House alberga una extraordinaria colección de arte, muebles, porcelanas y objetos de plata, posiblemente la mejor de Londres en su época. Curiosamente, el duque no tenía grandes aficiones artísticas y reunió tantos tesoros como regalos, remitidos por mandatarios de varios países en señal de gratitud por sus éxitos militares. Entre estos presentes, destaca una estatua de Napoleón desnudo a modo del dios Marte pacificador, de unos cuatro metros de altura. Esculpida por Antonio Canova durante la etapa de apogeo del emperador, se exhibió por un tiempo en el Louvre; el gobierno británico la compró y se la regaló a Wellington.
La colección incluye una obra maestra de Correggio, La oración en el huerto, y El aguador de Sevilla de Velázquez. Son dos de las más de 90 pinturas que Wellington aprehendió a José Bonaparte tras derrotarlo en la Batalla de Vitoria (1813), uno de los hitos en la Guerra de la Independencia española (1808-1814). 
Consciente del final de su reinado en España, José Bonaparte había emprendido viaje de Madrid hacia Francia llevándose numerosas pinturas, joyas y demás objetos de valor de los palacios reales españoles; pero el convoy con estos bienes no pudo eludir el choque armado en Vitoria, si bien Bonaparte logró escapar. Los cuadros requisados por Wellington no llamaron su atención inicialmente, pero fueron enviados a Inglaterra y se catalogaron en la Royal Academy de Londres.[cita requerida] Cuando Wellington quiso devolver este botín a su legítimo propietario (el Estado español), el nuevo rey Fernando VII decidió dárselo como gratificación. Sin entenderlo, Wellington insistió en la devolución, que fue rechazada por Fernando VII, y desde entonces este obsequio se conoce por el irónico nombre del "Spanish Gift".  Gracias a ello, Apsley House cuenta con cuatro originales de Velázquez, caso infrecuente en las colecciones extranjeras: el citado Aguador de Sevilla, un Retrato masculino (a quien algunos identifican como José Nieto, el caballero al fondo en Las meninas), Dos jóvenes a la mesa, ejemplo de la etapa sevillana del pintor, y una versión simplificada del Retrato de Inocencio X, que podría ser la réplica que consta que Velázquez trajo a Madrid tras dejar el original en Roma. 
Otros pintores representados son Juan de Flandes, Antonio Moro, Ribera (Hécate), Murillo, Claudio Coello, Giulio Romano, Marcello Venusti, Leandro Bassano, Guercino, Guido Reni, Salvator Rosa, Carlo Cignani, Rubens, Van Dyck, Paul Brill, Jan Brueghel el Viejo, David Teniers el Joven, Adriaen van Ostade, Jan Steen, Pieter de Hooch, Claudio de Lorena, Claude Joseph Vernet, Adam Elsheimer, Mengs, Thomas Lawrence... 
Mención especial merecen el Retrato ecuestre del duque de Wellington, pintado por Goya, y una copia a tamaño real del célebre Pasmo de Sicilia de Rafael Sanzio, que el restaurador Bonnemaison pintó para Wellington sirviéndose de calcos tomados cuando el original fue sometido a una (discutible) restauración en París. Esta copia rafaelesca, el Aguador de Sevilla y otras pinturas importantes se aglomeran en la citada galería Waterloo, un pomposo salón con las paredes enteladas en rojo e iluminado por dos torcheros monumentales, de pórfido, elaborados para el Palacio de Invierno de San Petersburgo y que el zar de Rusia regaló a Wellington. Como detalle curioso, la mesa del banquete anual conmemorativo de Waterloo se monta en el centro de esta sala sin necesidad de retirar los torcheros, pues los tableros de madera y los manteles están cortados a medida para rodearlos, y así ambos soportes lumínicos parecen candelabros dispuestos encima. 
La mansión conserva además valiosas piezas de platería portuguesa, un juego de porcelana de Sèvres que perteneció a Luis XVIII e infinidad de muebles.

### LaDánaede Felipe II

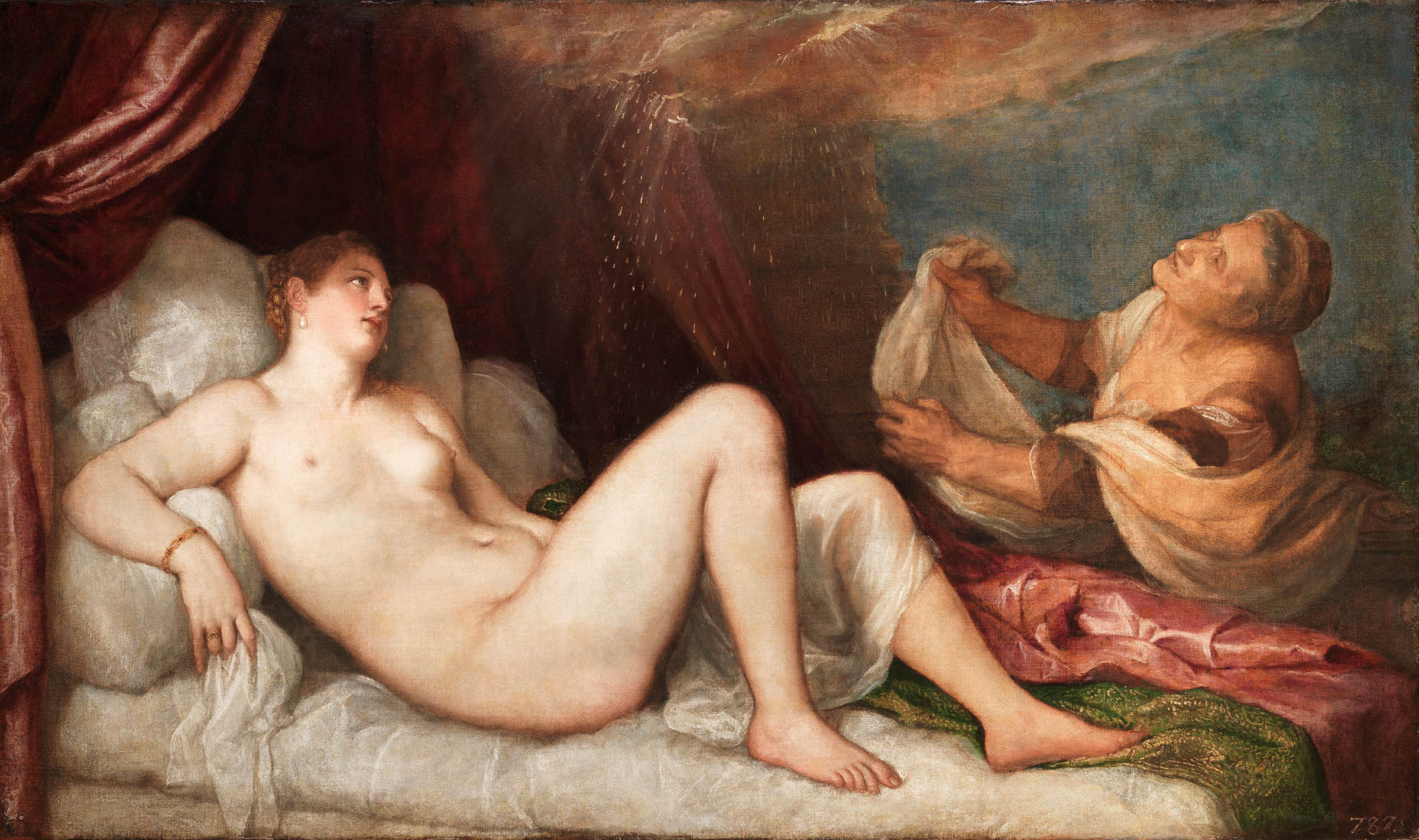
Dánae recibiendo la lluvia de oro, pintada por Tiziano para Felipe II en 1553; ahora propiedad de los duques de Wellington y conservada en sus estancias privadas en Apsley House.

Otra de las obras que José Bonaparte sustrajo en España, y que pasaron al duque de Wellington, es una versión del tema Dánae recibiendo la lluvia de oro pintada por Tiziano. Esta obra, que formó parte del ciclo mitológico de seis «poesías» pintado para Felipe II, quedó excluida de la donación Wellington al English Heritage y ha permanecido inédita en el domicilio particular de la familia, en un sector privado de Apsley House. Subestimada durante siglos por los expertos, que la consideraban una copia, en 2014 fue restaurada en el Museo del Prado y se desveló que fue la versión original encargada por Felipe II. Debido a un corte en su borde superior, perdió dos figuras citadas en diversos documentos y conocidas por copias: el rostro del dios Júpiter emergiendo entre nubes, y un águila. No hay duda en que la versión Wellington es la que perteneció a Felipe II pues en los ángulos inferiores conserva dos números que se corresponden con referencias de inventarios redactados en el Buen Retiro y en la Academia de San Fernando. A finales de 2014, la pintura ya restaurada fue presentada en primicia en el museo madrileño, junto con su lienzo compañero original, Venus y Adonis.
En una ocasión excepcional y difícilmente repetible, en 2020-2021 las seis «poesías» se reunieron en una exposición que pasó por tres sedes: National Gallery de Londres, Museo del Prado de Madrid e Isabella Stewart Gardner Museum de Boston; la muestra de Madrid se complementó con más obras de diversos maestros, entre ellas la Dánae del Prado, que es una versión posterior, si bien igualmente auténtica de Tiziano.